# Placówka Straży Celnej „Leśniewo”

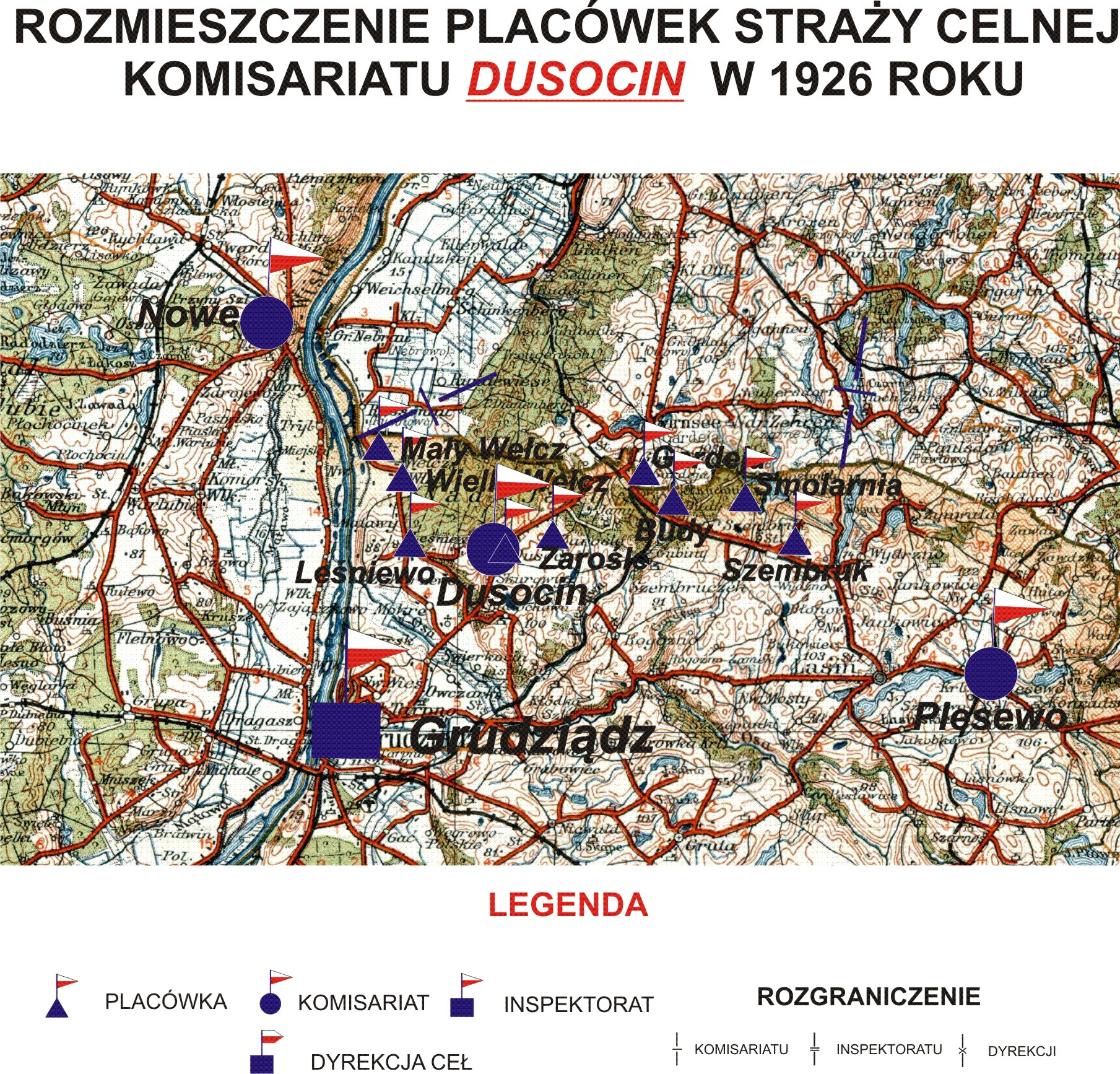
Rozmieszczenie placówek SC komisariatu "Dusocin" w 1926

Placówka Straży Celnej „Leśniewo” – jednostka organizacyjna Straży Celnej pełniąca w okresie międzywojennym służbę ochronną na granicy polsko-niemieckiej.

## Formowanie i zmiany organizacyjne
Na wniosek Ministerstwa Skarbu, uchwałą z 10 marca 1920 roku, powołano do życia Straż Celną. Od połowy 1921 roku jednostki Straży Celnej rozpoczęły przejmowanie odcinków granicy od pododdziałów Batalionów Celnych. W 1922 roku w Dusocinie stacjonował sztab 2 kompanii 16 batalionu celnego. Kompania wystawiała między innymi placówkę w Leśniewie. Pododdziały 16 batalionu celnego zostały zluzowane przez strażników celnych 14 marca 1922 roku o godzinie 12:00 . Proces tworzenia Straży Celnej trwał do końca 1922 roku. Placówka Straży Celnej „Leśniewo” weszła w podporządkowanie komisariatu Straży Celnej „Dusocin” z Inspektoratu SC „Grudziądz”.
W drugiej połowie 1927 roku przystąpiono do gruntownej reorganizacji Straży Celnej. W praktyce skutkowało to rozwiązaniem tej formacji granicznej. Ochronę północnej, zachodniej i południowej granicy państwa przejęła powołana z dniem 2 kwietnia 1928 roku Straż Graniczna. W strukturach nowo powstałej formacji nie odtworzono placówki „Leśniewo”.

## Służba graniczna
Sąsiednie placówki
- placówka Straży Celnej „Dusocin” ⇔ placówka Straży Celnej „Wielki Wełcz” – 1926[10]

## Funkcjonariusze placówki
Kierownicy placówki
| stopień          | imię i nazwisko, numer    | okres pełnienia służby | kolejne stanowisko |
| ---------------- | ------------------------- | ---------------------- | ------------------ |
| starszy strażnik | Stanisław Antkowiak (532) | był w 1926             |                    |

Obsada personalna placówki w 1926
- starszy strażnik Stanisław Antkowiak (532)
- strażnik Andrzej Gellert (278)
- strażnik Franciszek Pawlak (2630)
- strażnik Józef Brzeziński (2363)
- strażnik Antoni Wawrzyniak (3242)